# Cortiçô
Cortiçô é uma localidade portuguesa do Município de Fornos de Algodres, na antiga província da Beira Alta, região do Centro e sub-região da Serra da Estrela, que foi sede da extinta Freguesia de Cortiçô, freguesia que tinha 5,02 km² de área e 144 habitantes (2011), e, por isso, uma densidade populacional de 28,7 hab/km².
A Freguesia de Cortiçô foi extinta em 2013, no âmbito de uma reforma administrativa nacional, para, em conjunto com a Freguesia de Vila Chã, formar uma nova freguesia denominada União das Freguesias de Cortiçô e Vila Chã da qual é a sede.

## População
| Nº de habitantes | Nº de habitantes | Nº de habitantes | Nº de habitantes | Nº de habitantes | Nº de habitantes | Nº de habitantes | Nº de habitantes | Nº de habitantes | Nº de habitantes | Nº de habitantes | Nº de habitantes | Nº de habitantes | Nº de habitantes | Nº de habitantes | Nº de habitantes |
| ---------------- | ---------------- | ---------------- | ---------------- | ---------------- | ---------------- | ---------------- | ---------------- | ---------------- | ---------------- | ---------------- | ---------------- | ---------------- | ---------------- | ---------------- | ---------------- |
| Censo            | 1864             | 1878             | 1890             | 1900             | 1911             | 1920             | 1930             | 1940             | 1950             | 1960             | 1970             | 1981             | 1991             | 2001             | 2011             |
| Habit            | 335              | 425              | 374              | 424              | 424              | 414              | 420              | 391              | 387              | 326              | 256              | 242              | 207              | 180              | 144              |
| Varº             |                  | +27%             | -12%             | +13%             | +0%              | -2%              | +1%              | -7%              | -1%              | -16%             | -21%             | -5%              | -14%             | -13%             | -20%             |

|     | 0-14 anos | 15-24 anos | 25-64 anos | 65 e + anos |
| Hab | 24 \| 17  | 19 \| 12   | 77 \| 67   | 60 \| 48    |
| Var | -29%      | -37%       | -13%       | -20%        |

## Património
- Anta ou Orca de Cortiçô